# Atari Stylus
Atari STYLUS - ST PAD (STYLUS - ST PAD) је био преносиви рачунар фирме Атари (Atari) који је почео да се производи у САД од 1991. године.
Користио је Motorola MC 68000 као микропроцесор. RAM меморија рачунара је имала капацитет од 1 MB. 
Као оперативни систем кориштен је TOS + GEM.

## Детаљни подаци
Детаљнији подаци о рачунару STYLUS - ST PAD су дати у табели испод.
|                       |                           |
| [ 1 ]                 |                           |
| Произвођач            | Атари                     |
| Тип                   | преносиви рачунар         |
| Меморија              | 1 MB                      |
| Поријекло             | Сједињене Америчке Државе |
| Година                | 1991                      |
| Тастатура             | Нема                      |
| Процесор              |                           |
| Фреквенција процесора | 8                         |
| RAM                   | 1 MB                      |
| ROM                   | непознато                 |
| Текст                 | 40 x 25 / 80 x 25         |
| Графика               | 640 x 400                 |
| Боја                  | монохроматски             |
| Звук                  | 3 канала, 8 октава        |
| Димензије             | непознато                 |
| Портови               |                           |
| Оперативни систем     |                           |